# Мусабеков, Газанфар Махмуд оглы
Газанфа́р Махму́д оглы́ Мусабе́ков (азерб. Qəzənfər Mahmud oğlu Musabəyov, 26 июля 1888 — 9 февраля 1938) — партийный и государственный деятель Азербайджанской ССР, ЗСФСР и СССР; революционер.
Возглавлял народные комиссариаты земледелия, торговли и промышленности Азербайджанской ССР. Был главой правительств Азербайджанской ССР (1922—1930) и ЗСФСР (1932—1936), а также председателем ЦИК Азербайджанской ССР (1929—1931), ЦИК ЗСФСР (1931—1932) и ЦИК СССР от ЗСФСР (1925—1938).
Брат партийного и государственного деятеля Айны Султановой, шурин Гамида Султанова. Относился к сторонникам Н. Нариманова. Кандидат в члены ЦК ВКП(б) (1925—1937). Репрессирован в годы Большого террора.

## Биография

### Ранние годы
Газанфар Мусабеков(Эфендиев) родился 26 июля 1888 года в семье рабочего в селении Пиребедиль Кубинского уезда Бакинской губернии (ныне Шабранский район). О своих школьных годах в автобиографии Мусабеков пишет:

После маленькой школьной подготовки в городе Кубе поступил в 1-ю Бакинскую гимназию, где и окончил полный курс в 1911 г. Смерть отца и забота о малолетних сёстрах на год прервали моё дальнейшее образование.

Мусабеков окончил медицинский факультет Университета Св. Владимира (Киев) в 1917 г. В марте 1917 года Мусабеков стал председателем Исполнительного комитета Кубинского Совета, а в декабре того же года заместителем председателя Бакинского губернского продовольственного комитета. В автобиографии он описывает это так:

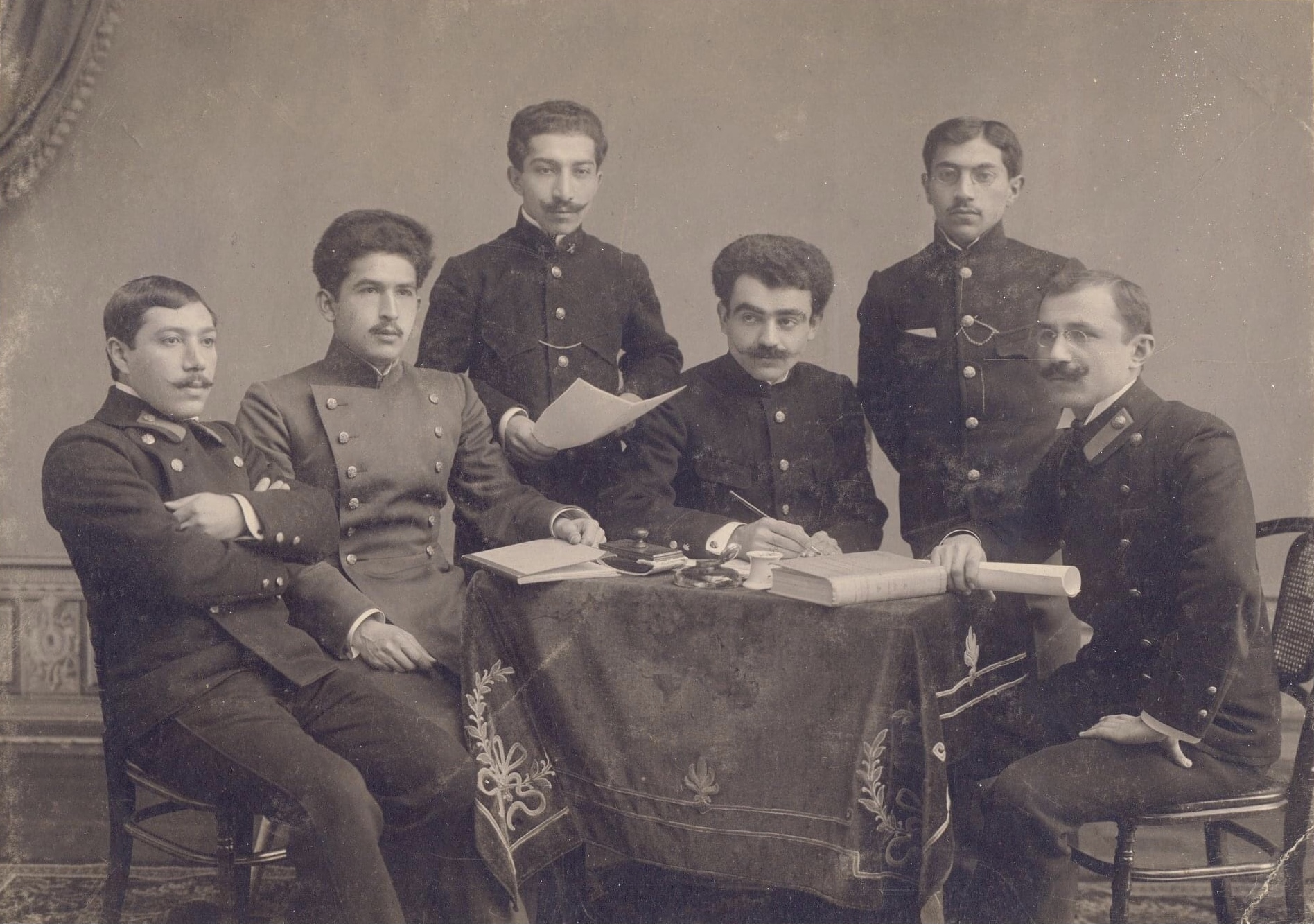
Студенты университета Св. Владимира, 1913 год. Слева направо: Газанфар Мусабеков (1-й), Джалил Мамедзаде (3-й), Юсиф Везир Чеменземинли (4-й).

В 1917 г. окончил медицинский факультет, выдержал государственный экзамен на диплом врача и выехал в год Февральской революции в Азербайджан. Желая отдаться работе среди своего отсталого народа, не пожелал остаться в Баку — выехал в Кубу, где был на съезде избран председателем исполкома в совет рабочих, крестьянских и матросских депутатов.

В августе 1918 года Мусабеков отбыл в Поволжье, где помог Нариманову в организации мусульманского военного лазарета в Астрахани. В том же году он вступил в ряды РКП(б) и был назначен председателем мусульманской секции Астраханского комитета РКП(б) (август 1918 — апрель 1920). Также возглавил местное отделение азербайджанской социал-демократической организации «Гуммет».

### В Советской России
Начиная с сентября 1918 и вплоть до апреля 1920 года он работал главным врачом военного госпиталя. 4 января 1919 года Комитет организации коммунистов-мусульман в Астрахани принял решение образовать в городе, при местном мусульманском комиссариате, Комиссариат по делам мусульман Закавказья. Мусабекова избрали заместителем председателя Комиссариата (председателем стал Н. Нариманов).
На собрании членов мусульманской секции Астраханской организации РКП(б), которое состоялось 19 января того же года, Комитет секции переизбрали, а самого Газанфара Мусабекова избрали членом Комитета. Он также стал одним из членов Астраханского бюро «Гуммет» РКП(б), избранного на состоявшемся в Астрахани 28-29 марта собрании ответственных работников-мусульман.
В период с июля по ноябрь, Мусабеков был сначала секретарём, а затем председателем мусульманской секции коммунистов и членом Астраханского бюро «Гуммет» РКП(б). Какое-то время он даже исполнял обязанности комиссара по делам мусульман Закавказья. В ноябре партийная организация командировала его в Москву в ЦК РКП(б) с докладом, а в феврале 1920 года в соответствии с решением Политбюро ЦК ему надлежало выехать в Азербайджан для подпольной работы.

### Деятельность в Азербайджане
27 апреля 1920 года части 11-й Красной Армии перешли азербайджанскую границу и, не встретив сопротивления, на следующий день вошли в Баку. Азербайджан был провозглашён Советской Социалистической Республикой. Мусабеков вернулся на родину. 28 апреля он стал членом Временного Военно-революционного комитета Азербайджана, оставаясь им до 19 мая 1921 года.
В мае-июне 1920 года ЦК АКП(б) направил нескольких руководящих партийных работников в уезды. Мусабеков был назначен Чрезвычайным уполномоченным ЦК АКП(б) в Кубинский уезд. На тот момент это была высокая партийная должность. Наделённый большими правами Чрезвычайный уполномоченный ЦК партии, который одновременно был и Чрезвычайным уполномоченным Азревкома, занимался проведение политики партии в уезде. Он имел право как инспектировать, так при необходимости и распускать партийные организации и органы власти, а также назначать членов партийных комитетов.
Был избран председателем беспартийной конференции крестьян Кубинского уезда, состоявшейся 30 сентября — 3 октября 1920 года. В 1923 году был организован комитет по борьбе с неграмотностью во главе с Г. Мусабековым.
С мая 1921 по 1922 год он занимал должность Народного комиссара продовольствия Азербайджанской ССР. Одновременно с июля 1921 по ноябрь 1922 — кандидат в члены Исполнительного Комитета Коммунистического Интернационала.

#### Глава правительства

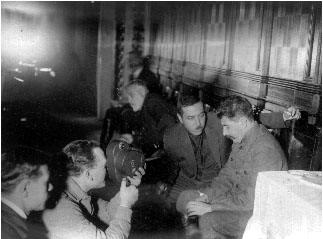
Иосиф Сталин (справа) беседует с председателем СНК Азербайджанской ССР Мусабековым во время работы 4 сессии ЦИК СССР 4 созыва. Москва, декабрь 1928 года

В апреле 1922 года Мусабеков временно возглавил правительство Азербайджана из-за отсутствия Нариманова, участвовавшего в Генуэзской конференции. Позже в этом же году Мусабеков официально занял пост Председателя СНК ССР Азербайджан (1922—1938).
21 мая 1925 года постановлением I-й сессии ЦИК СССР III-го созыва Мусабеков был назначен председателем ЦИК СССР. 31 декабря того же года XV съезд ВКП(б) избрал Мусабекова кандидатом в члены ЦК.
В начале 1926 года Мусабеков возглавил специальную комиссию для разработки плана индустриализации Азербайджана. В 1930 году Газанфар Мусабеков стал председателем ЦИК Азербайджанской ССР и позднее занял пост Председателя ЦИК ЗСФСР. 28 января 1932 года постановлением II-й сессии ЦИК ЗСФСР VI-го созыва Мусабеков был освобождён от должности Председателя ЦИК ЗСФСР и назначен председателем СНК ЗСФСР.

### Казнь
25 июня 1937 года постановлением пленума ЦК ВКП(б) Мусабеков был выведен из состава ЦК ВКП(б). В том же месяце его арестовали. 9 февраля 1938 года Военной коллегией Верховного суда СССР Газанфар Мусабеков был приговорён к высшей мере наказания по ст.58-8, 58-11 УК РСФСР и расстрелян в тот же день. Сестра Мусабекова — одна из первых азербайджанок-революционерок Айна Султанова, являвшаяся наркомом юстиции Азербайджанской ССР, и её муж Гамид Султанов также были расстреляны.

## Награды и звания
- Орден Трудового Красного Знамени[4]
- Почётный член Общества обследования и изучения Азербайджана[14]